# Капитан (воинское звание)

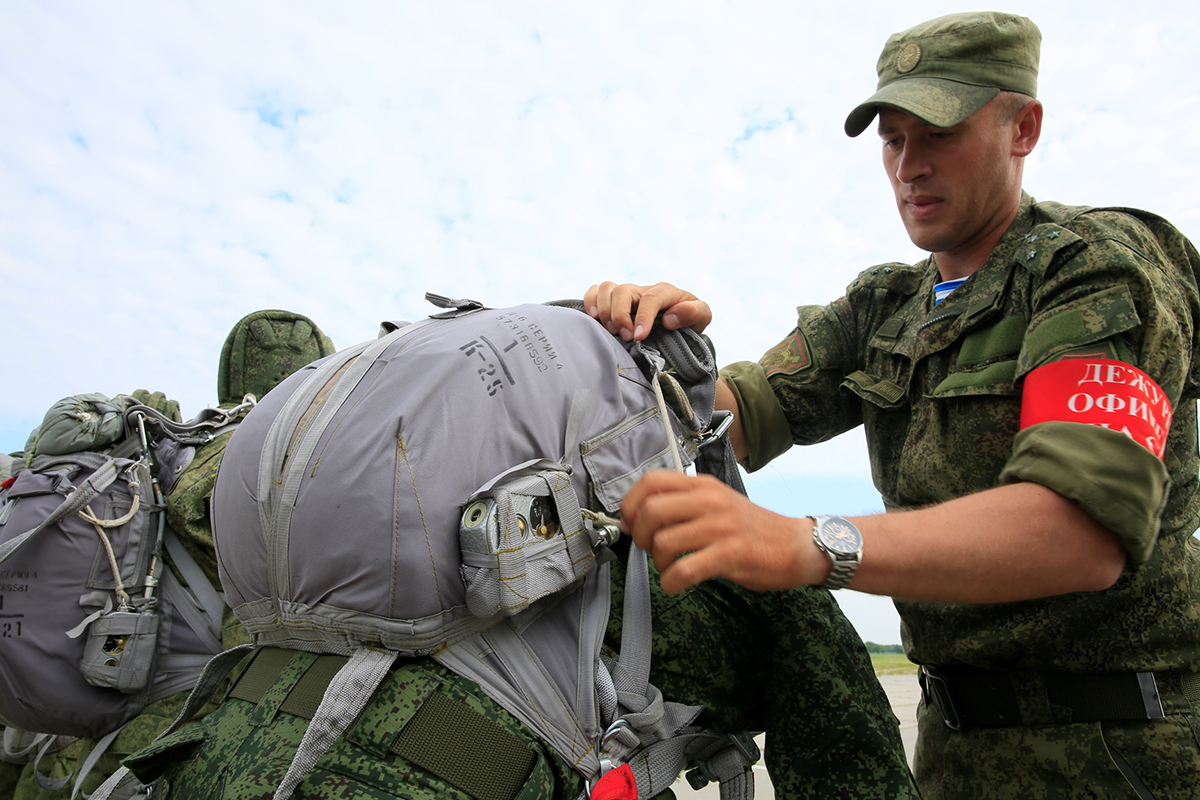
Капитан 22-й отдельной гвардейской бригады спецназначения проверяет парашют «Д-6».

Капита́н (итал. capitano, от лат. capitaneus) — чин, воинское звание офицерского состава в армии, авиации и на флоте многих государств и стран мира, ранее в России название ротного командира.

## История
В Древней Греции существовал аналог капитанского звания — лохаг (командир лохоса). В современной греческой армии лохаг (греч. Λοχαγός) — это капитан. В Древнем Риме аналогом лохага был центурион (сотник).
В Древнем Иране также существовали аналоги капитанского звания. Так, в войске Ахеменидов сотня называлась по-др.-перс. *θata-, а ее командир — др.-перс. *θatapati- (сотник). В войске Аршакидов сотня по-парфянски называлась wast и возглавлял ее офицер в чине wast-sālār. В войске Сасанидов название сотни и ее начальника звучали на среднеперсидком языке как wašt и wašt-sālār.
В Османской империи аналогом капитана был чин юзбаши.
Впервые чин (должность, звание) капитан появился в Средние века во Франции, где так называли начальников отдельных военных округов; с 1558 года капитанами стали называть командиров рот, а начальников военных округов — генерал-капитанами.

## В России
В России чин капитана появился в XVI веке для иностранных офицеров в должности ротного командира (командира роты), в документах приказа Русского государства о выдаче жалования Жаку Маржерету капитан писался как — капитон и капидан; в XVII веке установлен для командиров рот в полках «нового строя», а в начале XVIII века — для командиров рот во всей регулярной армии. Следует различать капитанов в вооружённых силах, служивших в лейб-гвардии (капитан гвардии) и армии (капитан армии), в соответствии с табелью о рангах
они разного класса.
В кавалерии (в драгунских полках и корпусе жандармов с 1882) капитан именовался ротмистром, в казачьих войсках — есаулом.
В качестве знака различия в Российской армии в 1855—1917 годов, а также в Белой армии использовался галунный погон с одним просветом. До мая 1884 года чин армейского капитана пехоты был равен званию современного армейского капитана. После отмены майорского чина в мае 1884 года капитан поднялся в табели о рангах на уровень VIII класса, что равно званию современного армейского майора. Соответственно чин капитана гвардии равен званию современного армейского подполковника. В гражданской службе России также имелся чин, равный чину капитана пехоты — коллежский асессор с 1884 года, титулярный советник до 1884 года.
В Вооружённых Силах СССР (а затем и России) звание капитан было установлено постановлением ЦИК и СНК СССР от 22 сентября 1935 года для командного состава сухопутных войск, ВВС и береговых частей ВМФ. Этим же постановлением для корабельного состава ВМФ введены звания капитан 1-го, 2-го и 3-го ранга и капитан-лейтенант (последнее соответствует званию капитан). Капитан — одно из званий младшего офицерского состава во всех видах Вооружённых Сил Российской Федерации.
В артиллерии звание капитан соответствует должности командир батареи (комбатр).
В полиции капитан, как правило, занимает должность, соответствующую командиру взвода, либо командиру роты.
| младшее звание: Старший лейтенант | Капитан | старшее звание: Майор |
| Штабс-капитан                     | Капитан | Подполковник          |

### Знаки различия капитана

#### Российская империя, СССР и Российская Федерация
Образцы знаков различий Капитана (ОФ-2) в Российской империи, СССР и Российской Федерации.
| Знаки различия              | РИА              | РИА             | Русская армия | РККА СССР                 | РККА СССР                     | РККА СССР     | РККА СССР         | Советская армия      | Советская армия       | Советская армия           | Советская армия   |
| --------------------------- | ---------------- | --------------- | ------------- | ------------------------- | ----------------------------- | ------------- | ----------------- | -------------------- | --------------------- | ------------------------- | ----------------- |
| Петличный знак погон эполет |                  |                 |               |                           |                               |               |                   |                      |                       |                           |                   |
|                             |                  |                 |               |                           |                               |               |                   |                      |                       |                           |                   |
|                             | Эполет (до 1917) | Погон (до 1917) | Погон         | командир роты (1919—1924) | петличный знак К6 (1924—1935) | … (1935—1943) | … ВВС (1935—1943) | погон СВ (1943—1955) | … полевой (1943—1955) | … парадный СВ (1955—1991) | … ВВС (1955—1991) |

| Знаки различия | Российская Федерация | Российская Федерация | Российская Федерация       | Российская Федерация            | Российская Федерация            | Российская Федерация | Российская Федерация   | Российская Федерация                     |
| -------------- | -------------------- | -------------------- | -------------------------- | ------------------------------- | ------------------------------- | -------------------- | ---------------------- | ---------------------------------------- |
| Погон          |                      |                      |                            |                                 |                                 |                      |                        |                                          |
|                | … ВКС (с 2010)       | … СВ, РВСН (с 2010)  | … Морская авиация (с 2010) | … Береговые войска ВМФ (с 2010) | … пaрадный СВ, РВСН (1994—2010) | … полевой (с 2010)   | … капитан полиции СМВЧ | … капитан внутренней службы (Росгвардия) |

## В Австрии
Знаки различия в Австрийских вооружённых силах.

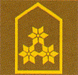
Капитан (Hauptmann) в Австрии.

## В США
В армии США ранг капитана стоит по старшинству выше первого лейтенанта, но ниже майора. Капитан командует подразделениями ротного масштаба, численностью от 75 до 200 человек, а также бывает офицером штаба батальона.
Звание возникло в период Войны за независимость и было заимствовано из системы воинских званий Британской армии.
В качестве знака различия капитана используются два соединённых между собой серебряных прямоугольника.

Знак различия капитана ВС США

## В Германии
В немецкоязычных странах звание капитана называется словом «гауптман» (нем. Hauptmann). В средние века гауптманы командовали фанлейнами — тактическими подразделениями, бывшими крупнее роты, но мельче современного батальона.
В XVIII веке, когда вся Европа говорила по-французски, гауптманов стали называть капитанами, но на немецкий манер — Kapitän. Слово это стало настолько популярным, что в армиях некоторых германских государств, например, Баварии существовали капитаны первого и второго классов. Впрочем, после произошедшего в 1871 году объединения Германии капитанов, служивших в пехоте, вновь стали называть гауптманами, а за капитанами кавалерии окончательно закрепился чин ротмистра (нем. Rittmeister).
С 1888 года знаком различия гауптмана стали две продольно расположенных звезды на обер-офицерском погоне с обвитым вокруг пуговицы белым (с 1903 года — серебряным) шнуром, но не завитым «косичкой», в отличие от погонов штаб-офицеров. Такой погон просуществовал до 1945 года и был возрождён в ННА ГДР, но уже с четырьмя звёздочками, расположенными, как у советского капитана.
В войсках СС эквивалентным званию гауптмана было звание гауптштурмфюрера.
В бундесвере же, чтобы не создавать неудобств союзникам по НАТО, для гауптмана ввели три звёздочки, расположенные продольно на британский манер. В таком виде оно существует и после объединения Германии 1990 года.

Погон капитана кайзеровской армии, рейхсвера и вермахта
Петлицы гауптштурмфюрера СС
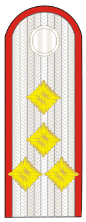
Погон капитана армии ГДР

## В Израиле
Израильский термин «серен», соответствующий в Армии обороны Израиля званию капитана, взят из Библии, где он был титулом вождя врагов израильтян, филистимлян.

АОИ: серен (парадная форма одежды)
BBC: серен
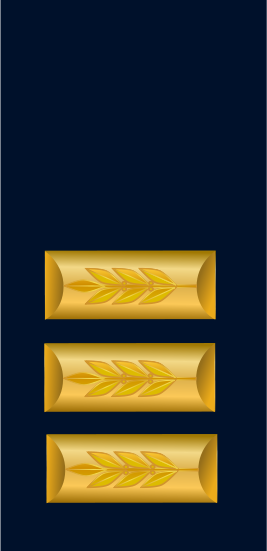
ВМФ: серен

## Знаки различия в других ВС

Погон капитана армии Шри-Ланки

## В культуре
- «Капитанская дочка» — историческая повесть А. С. Пушкина (1836), где капитан Миронов является комендантом крепости.